# Mar de Salomão

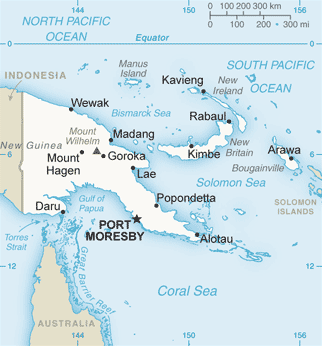
Mar de Salomão

O mar de Salomão é um mar aberto no sudoeste do oceano Pacífico. Está compreendido entre as ilhas Salomão, das quais recebe o nome, o arquipélago Bismarck, Nova Guiné e mar de Coral. Tem uma área de cerca de 720 000 km². Trata-se de um mar profundo, destacando a fossa de Nova Bretanha a norte, com uma profundidade máxima de 9140 metros, a depressão das Salomão no centro e a fossa de São Cristóvão no sudeste.
A principal cidade que é banhada pelas suas águas é Honiara, capital das Ilhas Salomão, na ilha de Guadalcanal
Neste mar disputaram-se numerosas batalhas da Guerra do Pacífico (1937-1945) antes e durante a Segunda Guerra Mundial.